# 1406-os mellékút (Magyarország)
Az 1403-as mellékút egy körülbelül 6,7 kilométer hosszú, négy számjegyű mellékút Győr-Moson-Sopron vármegyében; Mosonmagyaróvártól húzódik Halászi külterületéig; Máriakálnok egyetlen közúti elérési útvonala.

## Nyomvonala
Mosonmagyaróvár mosoni városrészében ágazik ki az 1-es főútból, annak a 161+450-es kilométerszelvénye táján, északkelet felé. Kezdeti szakasza a Vilmosrév utca nevet viseli, majd egy rövid szakaszon Aranyossziget utca, utána pedig Rév utca a neve. 800 méter után éri el a Mosoni-Dunát és a belterület északi szélét, ott egy kisebb szakaszon délkeleti irányt követ, majd újból északabbnak fordul és – körülbelül 1,2 kilométer megtétele után – áthalad a folyó felett. A túlparton már Máriakálnok határai között folytatódik; elhalad Aranyossziget településrész déli széle mellett, 2,8 kilométer után pedig eléri a község első házait. Települési neve előbb Petőfi utca, majd a központban Fő tér, attól északra pedig Rákóczi út. 5,2 kilométer után lép ki a belterületről, nem sokkal azután pedig átlép Halászi határai közé. Lakott helyeket ott már nemigen érint, és hamarosan véget is ér, beletorkollva az 1401-es útba, annak a 31+800-as kilométerszelvénye közelében (utolsó méterein még keresztezi az EuroVelo 6 nemzetközi kerékpár-útvonalat is).
Teljes hossza, az országos közutak térképes nyilvántartását szolgáló kira.kozut.hu adatbázisa szerint 6,695 kilométer.

## Települések az út mentén
- Mosonmagyaróvár
- Máriakálnok
- (Halászi)